# Сельское поселение «Село Совхоз Победа»
Се́льское поселе́ние «Село Совхоз Победа» — муниципальное образование в Жуковском районе Калужской области Российской Федерации.
Административный центр — село Совхоз «Победа».

## История
Статус и границы сельского поселения установлены Законом Калужской области от 28 декабря 2004 года № 7-ОЗ «Об установлении границ муниципальных образований, расположенных на территории административно-территориальных единиц „Бабынинский район“, „Боровский район“, „Дзержинский район“, „Жиздринский район“, „Жуковский район“, „Износковский район“, „Козельский район“, „Малоярославецкий район“, „Мосальский район“, „Ферзиковский район“, „Хвастовичский район“, „Город Калуга“, „Город Обнинск“, и наделении их статусом городского поселения, сельского поселения, городского округа, муниципального района».
В 2015 году образован новый населённый пункт хутор Парк Птиц

## Население
| 2010 | 2012 | 2013 | 2014  | 2015 | 2016 | 2017 |
| ---- | ---- | ---- | ----- | ---- | ---- | ---- |
| 663  | →663 | ↗666 | ↗676  | ↗772 | ↗789 | ↗813 |
| 2018 | 2019 | 2020 | 2021  |      |      |      |
| ↗833 | ↗848 | ↗897 | ↗1137 |      |      |      |

## Состав сельского поселения
| №  | Населённый пункт          | Тип населённого пункта       | Население |
| -- | ------------------------- | ---------------------------- | --------- |
| 1  | Александровка             | деревня                      | ↘2        |
| 2  | Алопово                   | деревня                      | ↗29       |
| 3  | Машково                   | деревня                      | ↗42       |
| 4  | Пантелеевка               | деревня                      | ↘9        |
| 5  | Парк Птиц                 | хутор                        |           |
| 6  | Пионерлагерь «Метростроя» | деревня                      | ↘71       |
| 7  | Скуратово                 | деревня                      | →2        |
| 8  | Совхоз «Победа»           | село, административный центр | ↗492      |
| 9  | Софьинка                  | деревня                      | →2        |
| 10 | Спас-Прогнанье            | село                         | ↗3        |
| 11 | Тайдашево                 | деревня                      | ↗11       |
| 12 | Тереховское               | деревня                      | ↘0        |